# Сорокуш білоспинний
Сороку́ш білоспинний (Thamnophilus cryptoleucus) — вид горобцеподібних птахів родини сорокушових (Thamnophilidae). Мешкає в Південній Америці. В минулому вважався конспецифічним з сірочеревим сорокушем.

## Опис
Птах має повністю чорне забарвлення, у самця кінчики пер на плечах, а також покривних пер на крилах білі. Райдужки карі, дзьоб чорний. Молоді птахи мають коричнювате забарвлення.

## Поширення і екологія
Білоспинні сорокуші мешкають в Колумбії, Еквадорі, Перу і Бразилії, на берегах кількох річок басейну Амазонки: Напо, Мараньйону, Сантьяго, Укаялі та самої Амазонки до впадіння в неї Ріу-Неґру. Білоспинні сорокуші живуть в тропічних вологих рівнинних лісах, у вторинних лісах, а також на річкових островах, порослих Gynerium sagittatum та бамбуком.

## Збереження
МСОП вважає стан збереження цього виду близьким до загрозливого. Загрозою є знищення природного середовища: за оцінкою дослідників, через вирубування лісів, що ростуть в ареалі поширення білоспинного сорокуша, його популяція може зменшитись на 30-40% протягом наступних трьох поколінь.